# Friendship 23
De Friendship 23 is een kajuitzeilschip dat wordt gezien als een klassieker. Het is de eerste telg uit een familie van Friendships die werden gebouwd door het familiebedrijf Meijer uit Balk.
Van de Friendship 23 zijn vanaf 1974 tot begin jaren 80 ongeveer 600 exemplaren gebouwd. De werf bestaat niet meer. Het merk Friendship nog wel, maar dat staat los van de voormalige werf in Balk. Het schip is typerend voor kajuitzeilboten uit de jaren 70, toen luxe nog een minder belangrijke rol speelde. In veel jachthavens door heel Nederland is nog een exemplaar te vinden. Originele onderdelen zijn echter niet meer te krijgen.

## Constructie

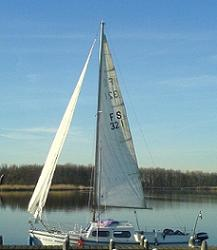
Friendship 23 nr. 321

Het onderschip en de opbouw (dek en kajuit in één deel) bestaan uit polyester dat versterkt is met glasvezel. Alles is enkelwandig behalve het dak van de kajuit; hierdoor wordt druppend condens vanaf het dak in de kajuit voorkomen. Vier schotten, een aantal wrangen van mahoniehout en houten delen in de romp zorgen voor de stijfheid van het onderschip. Al deze delen zijn ingelamineerd in het polyester.
Het onderschip is verbonden met het bovenschip met behulp van polyesterkit, popnagels en bouten. Aan de binnenkant ontbreekt de aflaminatie. De buitenzijde is voorzien van een houten schuurlijst. Drie 20mm bouten van staal en volgringen houden vanaf de wrangen de kiel tegen de romp. De kiel is van gietijzer en heeft een bulb als ballast. Een roestvrijstalen pijpstut van 38mm wordt door de mast gebruikt als steun. Deze steun staat op de kiel. Een ingelamineerde gegalvaniseerde buis en twee bronzen bussen zorgen evoor dat een 25mm stalen koning het roer met de helmstok verbindt. Er zijn geen aanslagen aanwezig. De zelflozende kuip is tegen de spiegel voorzien van twee ingelamineerde gegalvaniseerde loospijpen.
Door het gebruik van raamrubbers is dit onderdeel onderhevig aan slijtage door weersinvloeden en geeft zwarte strepen op de kajuit bij regen. De ramen zelf zijn gemaakt van gehard glas. Er bevinden zich twee ramen aan de zijkant van de kajuit. Sommige Friendship 23 modellen hebben een raam met dezelfde constructie aan de voorkant van de kajuit. Deze was optioneel bij aanschaf van het schip. De inrichting van de kajuit is gemaakt van mahoniehout en spaanplaatmateriaal.

## Accommodatie
De werf verkocht het schip als "klein familieschip" met vijf slaapplaatsen. In de praktijk pakt dat echter erg krap uit en blijkt de Friendship 23 vooral geschikt voor meerdaags verblijf voor twee volwassenen en één of twee kinderen. In de voorpiek bevinden zich twee slaapplaatsen, ook wel kooien genoemd, van respectievelijk 170 cm bij 156 cm. In de kajuit bevindt zich de derde kooi en onder de banken van de zitkuip bevinden zich twee zogenaamde hondenkooien van 184 cm bij 60 cm. Alle slaapplaatsen zijn vanaf de kajuit te bereiken.
Optioneel kon door de fabriek een kombuis geleverd worden, bestaande uit een tweepits kooktoestel op gas. Een wasbakje in het brugdek met een koudwaterkraan en in de standaard uitvoering een voetpomp bieden de mogelijkheid om de afwas te kunnen doen. De stahoogte in de kajuit is 130 cm.

## Tuigage en dekinrichting
De Friendship 23 is voorzien van een masttoptuig. Af fabriek werden twee zeilen meegeleverd: een grootzeil en een voorstagse fok. Het volgnummer van de Friendship 23 zat standaard in het grootzeil gestikt.
Een dubbel 4mm onderwant en een enkel stel zalingen houdt de mast op zijn plaats. Het vertrimbare grootzeil heeft de reeflijnen buiten de giek om lopen. De mast bevat een kleine hefboomconstructie om het mogelijk te maken de vallen door te zetten. De leiogen worden bediend door een korte metalen voetrails. De fokkenschoot wordt vastgezet met behulp van twee lieren op de kuiprand. Af fabriek werd de Friendship 23 geleverd met het ouderwetse type lier met onderliggende hendel. De grootschoot zit bevestigd aan een overloop tegen het brugdek aan. Als men met vier mensen in de kuip zit, kan de grootschoot bij een snelle gijp voor verrassingen zorgen. De halstalie is te spannen met een eenvoudig blokje.

## Uitrusting
De Friendship 23 heeft standaard geen elektriciteit aan boord. Echter in veel nog bestaande Friendships is door een van de eigenaren stroom aangelegd in de vorm van een accu, al dan niet verbonden met de buitenboordmotor en/of een walstroomaansluiting om deze accu op te laden. Optioneel kan af fabriek ook een buiskap, een dektent of een zwemtrap meegeleverd zijn.

## Eigenschappen

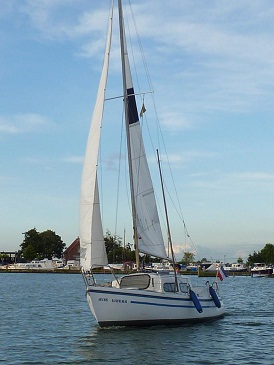
Friendship 23 hoog aan de wind

Door de eenvoudige tuigage en dekinrichting heeft ook de beginnende zeiler het schip snel met gehesen zeilen op koers. De Friendship 23 is daarbij gemakkelijk te bezeilen. Voor de wind heeft het schip een vlotte koers door de relatief platte bodem. Ook bij ruime wind gaat het goed, maar aan de wind gedraagt het schip zich ietwat loefgierig en wordt het door de wind uit koers gedrukt. Het schip blinkt dus niet uit in koersvastheid. Overstag gaan is geen probleem, ook bij weinig wind laat het zich gemakkelijk leiden. De Friendship 23 is het best te gebruiken op ruim binnenwater.
De Friendship 23 heeft een voorkeur voor voortstuwing door wind. Er kan weliswaar een buitenboordmotor op de spiegel bevestigd worden, maar de tank moet dan in de kuip staan, waardoor men in moet inleveren op beenruimte.

## Veiligheid
De enige merkbare veiligheidsmaatregel die aan een Friendship 23 te zien is, is de antisliplaag op het dek. Verder is er standaard geen rook- of gasdetectie meegeleverd. Indien er een gasvoorziening of stroomvoorziening aan boord is, dient men op zijn minst een brandblusser aan boord te hebben.